# Fistula vesicivaginalis
Een fistula vesicivaginalis is een fistel tussen de urineblaas en de vagina. Deze kan ontstaan ten gevolge van operaties, bestraling of cytostatica. Ook kan deze fistaal ontstaan door een langdurige bevalling. De urineblaas en de vagina van de patiënt zijn langdurig bekneld tussen het benige deel van het kind (hoofd) en het eigen schaambeen, hierdoor ontstaat lokaal weefselschade met als gevolg een open verbinding (fistel) door afsterven van het weefsel. In de meeste gevallen overleeft een moeder deze situatie niet. Mocht ze dit toch overleven dan is het kind in bijna alle gevallen overleden. Exacte getallen zijn moeilijk te geven omdat deze problemen zich vaak ver van de bewoonde wereld afspelen.
Wanneer er goede begeleiding is van de bevalling en er een goede infrastructuur en basale medische zorg in een land aanwezig is ontstaat er vrijwel nooit een fistel bij de bevalling. De fistels die in de westerse wereld ontstaan zijn dan ook vrijwel altijd fistels ten gevolge van operaties of bestralingsbehandeling.

## Fistula vesicivaginalis in ontwikkelingslanden
In ontwikkelingslanden als Sierra Leone ontbreekt goede kraamzorg. Een vrouw die daar een kind krijgt, heeft sowieso een twee procent kans om in het kraambed te sterven. Daarnaast bestaat er een goede kans dat jonge vrouwen een fistula vesicivaginalis krijgen. Ze raken dan in een enorm isolement, ze heten behekst, en worden veelal verlaten door hun man. Iedereen gaat zo'n vrouw die naar urine stinkt uit de weg.
Om minder last te hebben van urineverlies, drinken deze vrouwen te weinig. Ze raken relatief uitgedroogd en zijn daardoor extra gevoelig voor infecties. Naar schatting zijn er vele duizenden vrouwen die levenslang aan deze aandoening lijden. Vele vrouwen slaan de hand aan zichzelf.

## Medische behandeling
Medisch is een eenvoudige ingreep, die in Sierra Leone rond de 180 euro kost, voldoende om iemand te genezen. Het grote aantal gevallen en het grote aantal andere medische behandelingen die ook nodig zijn maken het echter niet waarschijnlijk dat iedereen geholpen zal worden. De opleiding van verloskundigen is de beste methode om te voorkomen dat er zich nieuwe gevallen voordoen.